# 데이비드 더닝
데이비드 더닝(David Dunning, 본명: 데이비드 앨런 더닝, David Alan Dunning, 1960년 출생)은 미국의 사회 심리학자이자 미시간 대학의 심리학 교수이다. 그는 은퇴한 코넬 대학교 심리학과 교수이다.

## 교육
1982년 미시간 주립 대학교에서 심리학 학사 학위를, 1986년 스탠포드 대학교에서 심리학 박사 학위를 받았다.

## 연구
더닝은 동료 심사를 거친 논문, 서적, 논평을 80개 이상 출판했다. 그는 1995년 그레이터 피츠버그 은행 강도 사건을 읽은 후 대학원생인 저스틴 크루거(Justin Kruger)와 함께 1999년 연구를 공동 집필한 것으로 잘 알려져 있다. 가해자들은 마스크 대신 레몬 주스를 썼는데, 그렇게 하면 보안 카메라에 보이지 않을 것이라고 생각했다. 이 연구는 유머, 문법, 논리 판단과 같은 특정 작업에서 가장 낮은 성과를 낸 사람들이 자신이 이러한 작업을 얼마나 잘하는지 상당히 과대평가한다는 것을 보여주었다. 이 연구는 사람들이 자신의 인지 능력을 실제보다 더 높게 잘못 평가하는 인지 편향인 더닝-크루거 효과로 알려진 현상을 일으켰다. 이 연구는 또한 주어진 농담이 얼마나 재미있는지 식별하는 데 평균보다 약간 높은 성과를 낸 사람들이 할당된 작업을 얼마나 잘 수행했는지 평가하는 데 가장 정확한 경향이 있으며, 가장 좋은 성과를 낸 사람들은 자신의 성과가 약간만 뛰어나다고 생각하는 경향이 있음을 발견했다. 2012년에 더닝은 아르스 테크니카에 "그 논문은 결코 출판되지 않을 것이라고 생각했다"며 "이 아이디어가 얼마나 오랫동안 많은 분야에서 입소문을 탔는가에 놀랐다"고 말했다.